# Kanton Beaune-Nord
Der Kanton Beaune-Nord war bis 2015 ein französischer Wahlkreis im Arrondissement Beaune im Département Côte-d’Or und in der Region Burgund; sein Hauptort war Beaune, Vertreter im Generalrat des Départements war zuletzt von 2004 bis 2015 Denis Thomas.

## Gemeinden
Der Kanton bestand aus 14 Gemeinden und einem Teil der Stadt Beaune:
| Gemeinde            | Einwohner (Stand 1999) | Code postal | Code Insee |
| ------------------- | ---------------------- | ----------- | ---------- |
| Aloxe-Corton        | 172                    | 21420       | 21010      |
| Auxey-Duresses      | 367                    | 21190       | 21037      |
| Beaune              | (1)                    | 21200       | 21054      |
| Bouilland           | 168                    | 21420       | 21092      |
| Bouze-lès-Beaune    | 261                    | 21200       | 21099      |
| Échevronne          | 268                    | 21420       | 21241      |
| Mavilly-Mandelot    | 154                    | 21190       | 21397      |
| Meloisey            | 303                    | 21190       | 21401      |
| Meursault           | 1.598                  | 21190       | 21412      |
| Monthelie           | 200                    | 21190       | 21428      |
| Nantoux             | 180                    | 21190       | 21450      |
| Pernand-Vergelesses | 310                    | 21420       | 21480      |
| Pommard             | 594                    | 21630       | 21492      |
| Savigny-lès-Beaune  | 1.422                  | 21420       | 21590      |
| Volnay              | 323                    | 21190       | 21712      |

(1) Die Stadt Beaune hatte 1999 insgesamt 21.923 Einwohner.